# Museum De Pont

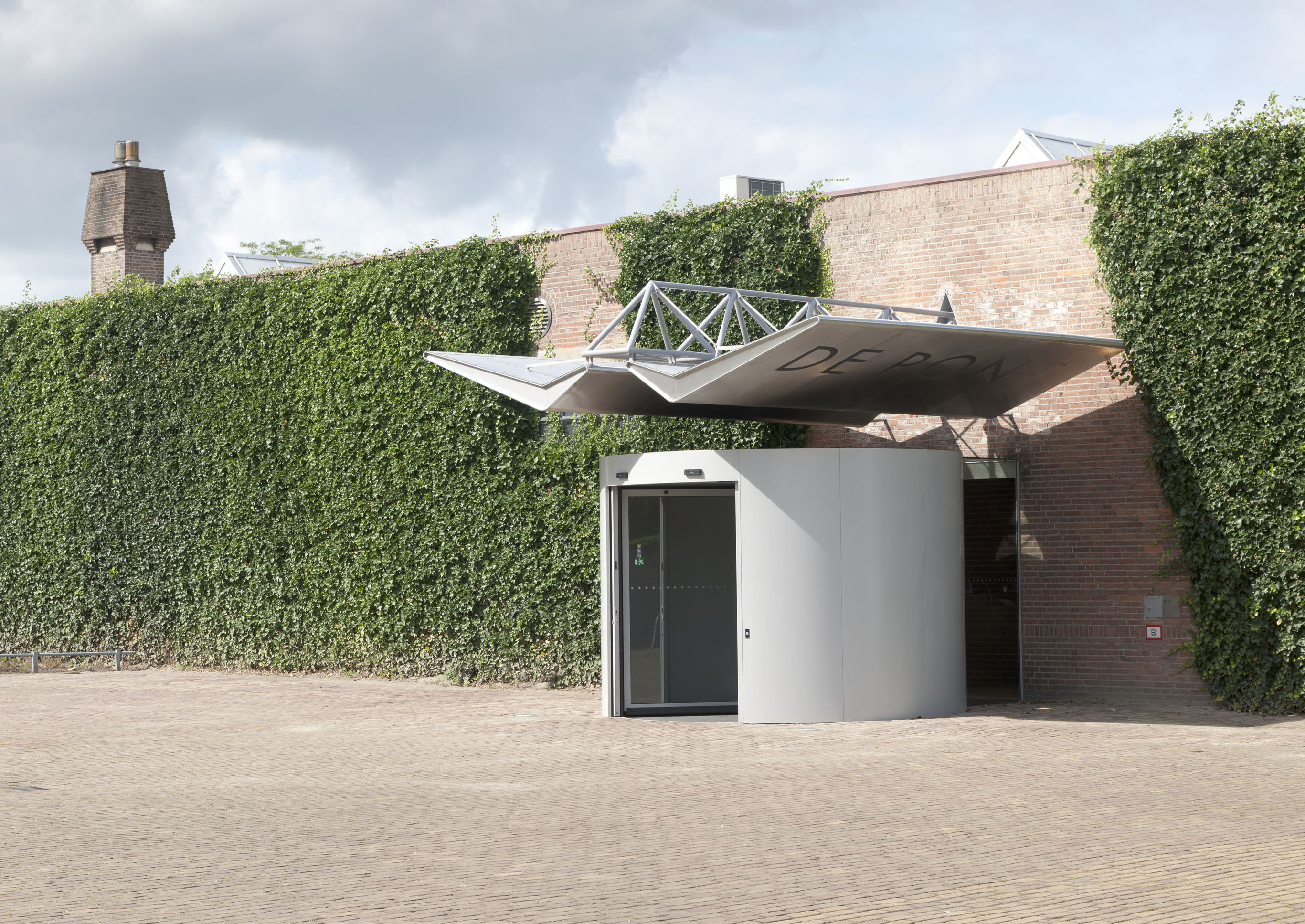
Museum De Pont (Eingang) (Foto 2011)

Museum De Pont ist ein Museum für zeitgenössische Kunst in Tilburg.
Das Museum ist nach dem Geschäftsmann und Juristen Jan de Pont (1915–1987) benannt, aus dessen Nachlass 1988 die Stiftung De Pont gegründet werden konnte. Ziel der Stiftung ist es, zeitgenössische Kunst zu fördern.
Die ehemalige Wollspinnerei Thomas de Beer wurde vom Amsterdamer Architektenbüro Benthem Crouwel zu einem hellen Museum umgebaut. Der 6000 m² große Raum ist durch 3.65 m hohe Wände unterteilt, ohne dass der ursprüngliche Charakter des Gebäudes verloren geht. 1992 fand die Eröffnung statt. Direktor des Museums ist Hendrik Driessen.
Das Museum zeigt eine Sammlung zeitgenössischer Kunst und Fotografien.

## Sammlung zeitgenössische Kunst
| - Jean-Michel Alberola - Jan Andriesse - Dan Asher - Fiona Banner - Lothar Baumgarten - Rob Birza - Christian Boltanski - Dirk Braeckman - Frank Van den Broeck - Hans Broek - Berlinde De Bruyckere - Angela Bulloch - Sophie Calle - David Claerbout | - Thierry De Cordier - René Daniëls - Tacita Dean - Jan Dibbets - Philip-Lorca diCorcia - Rineke Dijkstra - Willie Doherty - Stan Douglas - Charlotte Dumas - Marlene Dumas - Michel François - Bernard Frize - Guido Geelen - Kees de Goede | - Dan Graham - Katharina Grosse - Bettie van Haaster - Naoya Hatakeyama - Mary Heilmann - Anton Henning - Howard Hodgkin - Hans van Hoek - Roni Horn - Callum Innes - Isaac Julien - Anish Kapoor - Raoul De Keyser - Job Koelewijn | - Wolfgang Laib - Richard Long - Esko Männikkö - Rita McBride - Steve McQueen - Gerhard Merz - Marc Mulders - Tony Oursler - Roxy Paine - Giuseppe Penone - Sigmar Polke - Arnulf Rainer - Jean Pierre Raynaud - Gerhard Richter | - John Riddy - Anri Sala - Marien Schouten - Thomas Schütte - Richard Serra - Thomas Struth - Fiona Tan - Robert Therrien - Rosemarie Trockel - James Turrell - Luc Tuymans - Toon Verhoef - Bill Viola | - Henk Visch - Reinoud van Vught - Jeff Wall - Mark Wallinger - Ai Weiwei - Hans de Wit - Robert Zandvliet |